# Svømning under sommer-OL 2008 - 400m medley Mænd
Mændenes 400m medley under Sommer-OL 2008 bliver afholdt 9. og 10. august. 

## Indledende heats

### 1. heat
| Bane | Navn                      | Nationalitet | Tid     | Noter |
| ---- | ------------------------- | ------------ | ------- | ----- |
| 4    | Nikša Roki                | Kroatien     | 4:22.44 |       |
| 6    | Dmitriy Gorduyenko        | Kasakhstan   | 4:25.20 |       |
| 2    | Vasilii Danilov           | Kirgisistan  | 4:29.20 |       |
| 3    | Deniz Nazar               | Tyrkiet      | 4:30.80 |       |
| 5    | Hocine Haciane Constantin | Andorra      | 4:32.00 |       |

### 2. Heat
| Bane | Navn               | Nationalitet   | Tid     | Noter |
| ---- | ------------------ | -------------- | ------- | ----- |
| 4    | Laszlo Cseh        | Ungarn         | 4:09.26 |       |
| 3    | Alessio Boggiatto  | Italien        | 4:10.68 |       |
| 1    | Bradley Ally       | Barbados       | 4:14.01 |       |
| 8    | Gal Nevo           | Israel         | 4:14.03 |       |
| 2    | Dinko Jukic        | Østrig         | 4:15.48 |       |
| 7    | Alexander Tikhonov | Rusland        | 4:16.49 |       |
| 5    | Thomas Haffield    | Storbritannien | 4:16.72 |       |
| 6    | Vasileios Demetis  | Grækenland     | 4:18.40 |       |

### 3. Heat
| Bane | Navn           | Nationalitet   | Tid     | Noter |
| ---- | -------------- | -------------- | ------- | ----- |
| 4    | Ryan Lochte    | USA            | 4:19.33 |       |
| 7    | Brian Johns    | Canada         | 4:11.41 |       |
| 5    | Thiago Pereira | Brasilien      | 4:11.74 |       |
| 3    | Riaan Schoeman | Sydafrika      | 4:14.09 |       |
| 1    | Andrev Krylov  | Rusland        | 4:14.55 |       |
| 6    | Euan Dale      | Storbritannien | 4:18.60 |       |
| 8    | Omar Pinzon    | Colombia       | 4:22.31 |       |
| 6    | Javier Nunez   | Spanien        | 4:22.69 |       |

### 4. Heat
| Bane | Navn                      | Nationalitet | Tid     | Noter |
| ---- | ------------------------- | ------------ | ------- | ----- |
| 4    | Michael Phelps            | USA          | 4:07.82 | OR    |
| 5    | Luca Marin                | Italien      | 4:10.22 |       |
| 3    | Gergo Kis                 | Ungarn       | 4:10.66 |       |
| 2    | Keith Bavers              | Canada       | 4:12.75 |       |
| 6    | Travis Nederpelt          | Australien   | 4:15.37 |       |
| 8    | Vadym Lepskyy             | Ukraine      | 4:20.96 |       |
| 7    | Pierre Henri              | Frankrig     | 4:22.41 |       |
| 1    | Romanos Iasonas Alyfantis | Grækenland   | 4:23.41 |       |

### Kvalificerede til Finalen
| Plac | Navn              | Nationalitet | Tid     |
| ---- | ----------------- | ------------ | ------- |
| 1    | Michael Phelps    | USA          | 4:07.82 |
| 2    | Laszlo Cseh       | Ungarn       | 4:09.26 |
| 3    | Luca Marin        | Italien      | 4:10.22 |
| 4    | Ryan Lochte       | USA          | 4:10.33 |
| 5    | Gergo Kis         | Ungarn       | 4:10.66 |
| 6    | Alessio Boggiatto | Italien      | 4:10.68 |
| 7    | Brian Johns       | Canada       | 4:11.41 |
| 8    | Thiago Pereira    | Brasilien    | 4:11.74 |

## Finalen 10. august
| Bane | Navn              | Nationalitet | Tid     | Noter |
| ---- | ----------------- | ------------ | ------- | ----- |
| 4    | Michael Phelps    | USA          | 4:03.84 | VR    |
| 5    | Laszlo Cseh       | Ungarn       | 4:06.16 | ER    |
| 6    | Ryan Lochte       | USA          | 4:08.09 |       |
| 7    | Alessio Boggiatto | Italien      | 4:12.16 |       |
| 3    | Luca Marin        | Italien      | 4:12.47 |       |
| 2    | Gergo Kis         | Ungarn       | 4:12.84 |       |
| 1    | Brian Johns       | Canada       | 4:13.38 |       |
| 8    | Thiago Pereira    | Brasilien    | 4:15.40 |       |

- VR = Verdensrekord
- ER = Europæisk Rekord